# Дворец Мохатты
Дворец Мохатты (англ. Mohatta Palace) — дворец в городе Карачи на юге Пакистана. Был построен в 1927 году Шивратаном Чандраратаном Мохаттой, бизнесменом из Марвара, который использовал дворец как свою летнюю резиденцию. Архитектором дворца был Ага Ахмед Хуссейн.

## История дворца

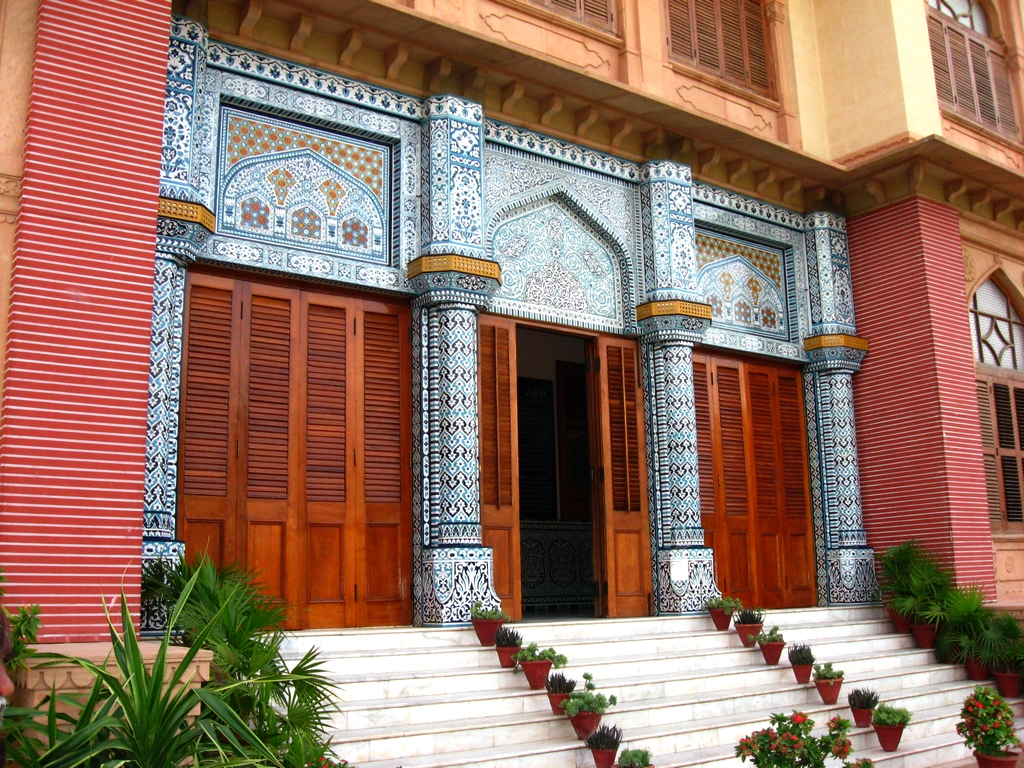
Вход во дворец Мохатты

После раздела Британской Индии в 1947 году дворец был приобретён недавно созданным правительством Пакистана для размещения в нём министерства иностранных дел. Когда министерство иностранных дел было перенесено в Исламабад в 1964 году, дворец был передан во владение Фатиме Джинне. После её скоропостижной смерти в 1964 году, во дворце поселилась сестра Фатимы — Ширин Бай (которая жила в нём до своей смерти в 1980 году). До 1995 года вход в здание был опечатан, а затем дворец был официально приобретён правительством провинции Синд за шесть миллионов рупий. Правительство Синда решило сделать из дворца музей, который бы способствовал осознанию и пониманию культурного наследия Пакистана в регионе. Автономный Попечительский совет был направлен в Карачи для наблюдения за восстановлением и реставрацией памятника. Первые две фазы реставрации были успешно завершены в августе 1999 года и музей открыл свои двери для публики 15 сентября 1999 года. С тех пор в нём прошло двенадцать крупных выставок. В 1999 году в музее было три галереи, а в 2005 году уже сорок четыре.